# 乙女ぷりぷり!
『乙女ぷりぷり!』（おとめぷりぷり）とは、2005年10月3日から2007年3月26日までと同年10月1日から2010年4月2日までSTVラジオで放送されていたラジオ番組である。

## 放送時間
- 毎週月曜 - 金曜 20:50 - 21:00 （2005年10月3日 - 2006年3月31日）
- 毎週月曜 - 金曜 24:50 - 25:00 （2006年4月3日 - 2006年9月29日）
- 毎週月曜 - 金曜 21:40 - 22:00 （2007年10月1日 - 2008年3月24日）
- 毎週月曜 21:30 - 21:50 （2008年3月31日 - 2008年9月15日） - 『STVアタックナイター』中継時は放送休止。
- 毎週月曜 - 金曜 24:50 - 25:00 （2008年9月29日 - 2010年4月2日）

## パーソナリティ

### 番組終了時の出演者
- オジョー（上海ドール） - 「乙女副リーダー」として出演。なお、「乙女リーダー」は途中降板した急式である。
- ことみ（上海ドール） - 「乙女書記」として出演。

### 途中降板した出演者
- 急式裕美（STVアナウンサー） - 「ひろみちゃん」名義で出演。2008年3月24日放送分をもって卒業（降板）。
- 青山千景 - 「ちかげ」名義で出演。木曜・金曜担当。

## コーナー

### 番組終了時のコーナー
- 火曜 ことみの芸人講座
- 木曜 オジョーのPop'Roll Music

### 途中まで実施していたコーナー
- ひろみのオシャレ is マイライフ（2007年10月 - 2008年3月）
- ぽぽぽぽ・ポエム（2007年10月 - 2008年3月）
- ことみのうんちく講座
- 毎日番組最後 天使からのメッセージ（Discover21刊・伊藤守「The Angel's message」からメッセージを1つ紹介）

## ポッドキャスト
ポッドキャストで番組を配信していた（2006年7月から同年9月分限定配信）。